# Neobola stellae
Neobola stellae là một loài cá vây tia thuộc họ Cyprinidae. Loài này có ở Ethiopia và Kenya.
Môi trường sống tự nhiên của chúng là hồ nước ngọt.